# Daniel Jackson (Informatiker)

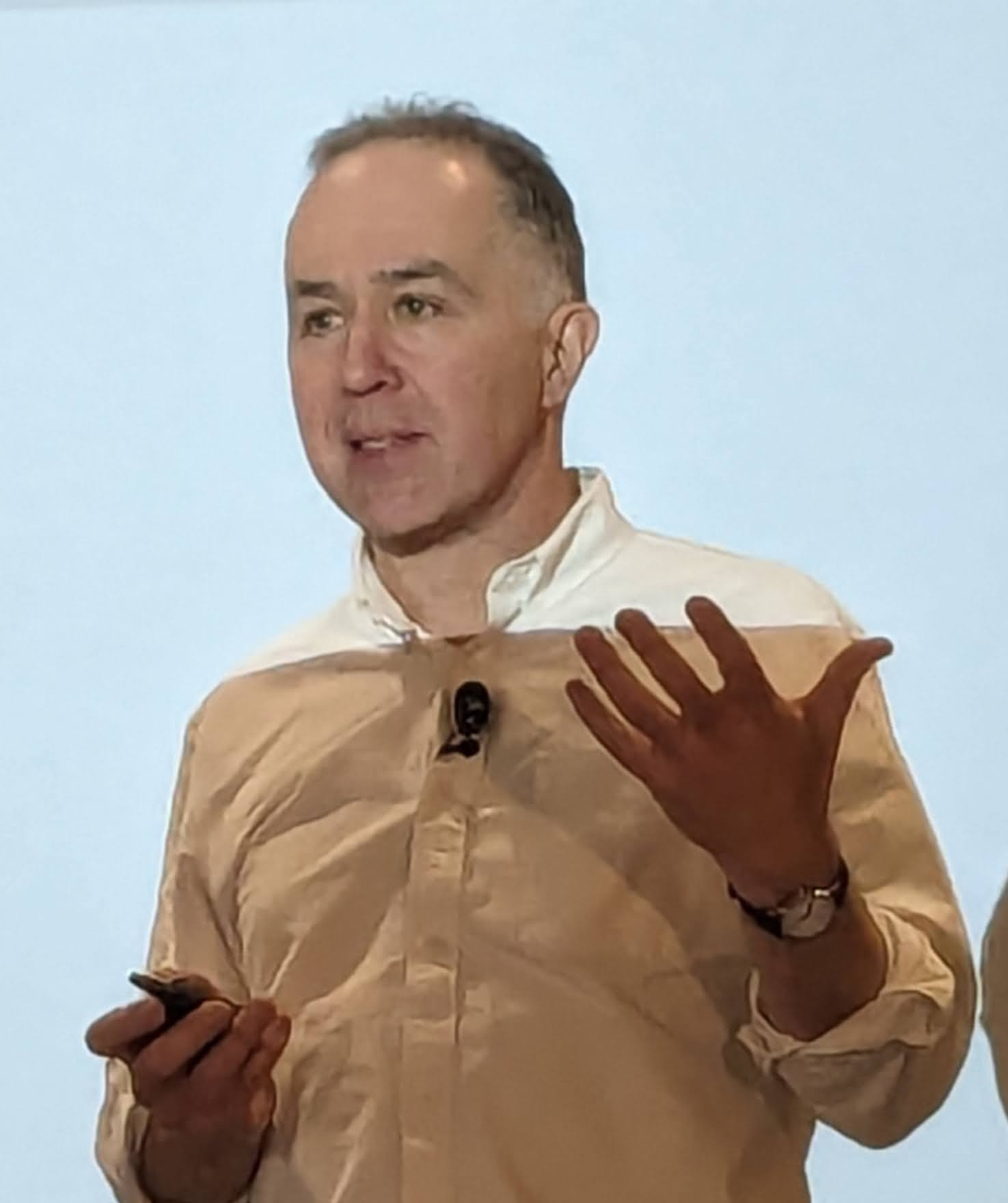
Daniel Jackson

Daniel N. Jackson (* 1963) ist Professor für Informatik am Massachusetts Institute of Technology (MIT). Er ist die Triebfeder hinter der Modellierungssprache Alloy und dem Alloy Analyzer. Daniel Jacksons wichtigstes Buch ist Software Abstractions: Logic, Language and Analysis.

## Biographie
Daniel Jackson wurde 1963 in London geboren. Sein Vater ist der Informatiker Michael Jackson, der für seine grundlegenden Beiträge zu Themen der Softwaretechnik bekannt ist.
Daniel studierte Physik an der Oxford University und erhielt 1984 einen Master of Arts (Oxbridge und Dublin). Nach Abschluss seines MA arbeitete Jackson zwei Jahre lang als Software-Ingenieur bei Logica UK Ltd. Anschließend kehrte er an die Universität zurück, um am MIT Informatik zu studieren, wo er 1988 einen Master of Science und 1992 einen Doktortitel erhielt. Nach Abschluss seiner Promotion bis 1997 war Jackson Assistenzprofessor für Informatik an der Carnegie Mellon University. Seit 1997 ist er am MIT an der Fakultät für Elektrotechnik und Informatik tätig.
Im Jahr 2017 wurde Jackson Fellow der Association for Computing Machinery.
Jackson ist auch Fotograf. Das MIT-Museum beauftragte ihn mit einer Reihe von Fotografien von MIT-Laboratorien, die von Mai bis Dezember 2012 zu einer Ausstellung von Bildern von Berenice Abbott ausgestellt wurden.

## Fachgebiet
Jacksons Forschung befasst sich mit dem Gebiet der Korrektheit von Spezifikationen und der Zuverlässigkeit von Software. Er ist Befürworter leichtgewichtiger formaler Methoden. Zusammen mit seinen Studenten hat er die formale Modellierungssprache Alloy sowie den Alloy Analyzer entwickelt, die man als Konzept und Werkzeug agiler Modellierung sehen kann.
Zwischen 2004 und 2007 leitete Jackson eine mehrjährige Studie des United States National Research Council über zuverlässige Systeme.

## Ausgewählte Publikationen
- Daniel Jackson: Software Abstractions: Logic, Language, and Analysis. MIT Press, 2012.
- Daniel Jackson: Dependable Software by Design. In: Scientific American. Juni 2006 (scientificamerican.com).
- Daniel Jackson: Alloy: A Language and Tool for Exploring Software Designs in: Communications of the ACM, September 2019
- Daniel Jackson: The Essence of Software: Why Concepts Matter for Great Design. Princeton University Press, 2021.